# Saint Ignace Island
Het Saint Ignace Island is een eiland in de Alexanderarchipel in de Alaska Panhandle in het zuidoosten van Alaska in de Verenigde Staten.

## Geografie
Het eiland ligt voor de oostkust van Baker Island. Naar het noordwesten ligt Lulu Island, naar het noordoosten San Fernando Island, naar het oosten San Juan Bautista Island en naar het zuidoosten Prins van Waleseiland en Suemez Island. Ten noorden van het eiland ligt de Port Real Marina die ten noordoosten van het eiland samen met de vanuit het noorden komende Portillo Channel uitmondt in het Ursua Channel dat ten oosten van het eiland ligt. Ten zuiden van het eiland ligt Bucareli Bay.

## Geschiedenis
Omstreeks 22 mei 1779 gaf de ontdekkingsreiziger Francisco Antonio Maurelle het eiland de naam "Isla San Ignacio".